# Linsang skvrnitý
Linsang skvrnitý (Prionodon pardicolor) je šelma z čeledi asijští linsangové (Prinodontidae) a rodu linsang (Priodon). Jedná se o nejbližší žijící příbuzné kočkovitých. Druh popsal Brian Houghton Hodgson roku 1842. Jsou známy dva poddruhy této šelmy.

## Výskyt
Linsang skvrnitý se vyskytuje v pevninské jižní, východní a jihovýchodní Asii, a sice v Bhútánu, Kambodže, Číně, Indii, Laosu, Myanmaru, Nepálu, Thajsku a Vietnamu, nepronikl však na Sundské ostrovy. Jeho populace zásadním způsobem neubývá a dle IUCN je málo dotčeným druhem.

## Popis
Linsang měří na délku 38 až 41 cm, na ocas připadá dalších cca 34 cm. Na výšku dosahuje 13–14 cm. Hmotnost se pohybuje okolo 600 gramů. Samice a samci jsou stejně velcí. Srst je hebká, se světlým podkladem a podélnými řadami tmavších skvrn. Ocas vyniká kroužkovaným vzorem. Mají dobrý zrak a jejich oči jim umožňují vidět i ve tmě. Dobrý je taktéž sluch, uši jsou pohyblivé. Na tlapkách mají linsangové ostré a zatažitelné drápy.

## Záměna
Kvůli plíživému pohybu po větvích je možná záměna s některými hady, například s krajtami.

## Poddruhy
- Prionodon pardicolor pardicolor, Hodgson, 1842
- Prionodon pardicolor presina, Thomas, 1925[4]

## Biologie
Linsangové jsou predátoři, kteří značnou část života tráví ve stromoví. Pohybu po zemi se však nevyhýbají. Jsou to noční tvorové, přes den spí v dutinách stromů nebo v úkrytech pod kořeny. Loví hlodavce, hmyz, ptáky a jiné menší obratlovce. Požírají též mršiny, vajíčka a ovoce.
Rozmnožování probíhá dvakrát ročně v únoru a srpnu. Vrh činí jedno až dvě mláďata. Údaje o rozmnožování linsangů skvrnitých jsou nicméně velmi chudé a délku životních cyklů těchto šelem lze spíše odhadovat podle příbuzného linsanga pruhovaného (Prionodon linsang).